# Until It Sleeps
«Until It Sleeps» —en castellano: «Hasta que se duerma»— es una canción y el primer sencillo extraído del disco Load, editado en el año 1996 por Metallica. Es, hasta la fecha, la canción que más alto ha llegado en las listas de popularidad de los Estados Unidos, después de alcanzar el décimo puesto del Billboard y el primero del Mainstream Rock Tracks. En cambio, en Europa lideró las listas de Suecia y Finlandia y alcanzó el número 5 en el Reino Unido. En Australia también obtuvo el número uno. La canción, al igual que las demás del disco Load, se orienta más hacia el rock alternativo y el blues que el resto de los trabajos anteriores de la banda, lo que organizó una gran polémica que aún sigue viva hoy en día. Until It Sleeps fue interpretada en el concierto con la orquesta de San Francisco en 1999, que salió al mercado bajo el nombre de S&M.
Una versión preliminar de la canción se llamaba F.O.B.D. en honor a Fell on Black Days de Soundgarden, ya que la parte de "it grips you so hold me..." usa una métrica de 6/4, al igual que la canción de Soundgarden y tiene ciertas similitudes musicales. En algunas versiones del sencillo de la canción original puede encontrarse F.O.B.D. con ese nombre.

## Letra
La letra de la canción habla acerca del cáncer y cómo este mató a la madre del vocalista del grupo, James Hetfield, tomando desde el punto de vista del vocalista, expresando sus sentimientos de desesperación y ansiedad al ver que la vida de su madre estaba por terminar.

## Video musical
El video de la canción fue dirigido por Samuel Bayer, autor también de los vídeos musicales de Smells Like Teen Spirit o No Rain. Incluye imágenes grabadas en Los Ángeles entre el 6 y el 7 de mayo de 1996. Además, aparecen algunas imágenes que reflejan el sufrimiento humano, supuestamente inspiradas por la obra pictórica de El Bosco. Las criaturas y personajes que aparecen en el video musical pertenecen a los cuadros: El jardín de las delicias, El carro de heno y el Ecce Homo (El Bosco, Fráncfort).

## Créditos
- James Hetfield: Voz y guitarra rítmica.
- Kirk Hammett: Guitarra líder.
- Jason Newsted: Bajo eléctrico y coros.
- Lars Ulrich: Batería y percusión.

## Listas de canciones

### Primera edición
1. «Until It Sleeps»
2. «2 X 4» (Directo)
3. «F.O.B.D.» (primera demo de la canción).

### Segunda edición
1. «Until It Sleeps»
2. «Kill / Ride Medley» (Directo)
3. «Until It Sleeps» (Mezclada por Herman Melville)

## Posicionamiento en listas y certificaciones
| Lista (1996)                            | Mejor posición |
| --------------------------------------- | -------------- |
| Alemania (Media Control AG)             | 15             |
| Australia (ARIA)                        | 1              |
| Austria (Ö3 Austria Top 40)             | 12             |
| Bélgica (Flandes) (Ultratop 50)         | 8              |
| Bélgica (Valonia) (Ultratop 50)         | 16             |
| Canadá (RPM Top Singles)                | 5              |
| España (AFYVE)                          | 16             |
| Estados Unidos (Billboard Hot 100)      | 10             |
| Estados Unidos (Modern Rock Tracks)     | 27             |
| Estados Unidos (Mainstream Rock Tracks) | 1              |
| Finlandia (OFC)                         | 1              |
| Francia (SNEP)                          | 10             |
| Irlanda (IRMA)                          | 3              |
| Italia (FIMI)                           | 9              |
| Noruega (VG-lista)                      | 2              |
| Nueva Zelanda (Recorded Music NZ)       | 11             |
| Países Bajos (Dutch Top 40)             | 9              |
| Reino Unido (UK Singles Chart)          | 5              |
| Suecia (Sverigetopplistan)              | 1              |
| Suiza (Schweizer Hitparade)             | 22             |

| País           | Organismo certificador | Certificación | Ref.   |
| -------------- | ---------------------- | ------------- | ------ |
| Estados Unidos | ARIA                   | Disco de Oro  | [ 19 ] |
| Noruega        | IFPI Noruega           | Disco de Oro  | [ 20 ] |
| Suecia         | GLF                    | Disco de Oro  | [ 21 ] |

### Sucesión en listas
| Anterior: «Children» de Robert Miles                                                               | Topplistan — Sencillo Nro 1 31 de mayo de 1996 — 13 de junio de 1996                                                       | Siguiente: «Fool's Garden» de Lemon Tree                                |
| Anterior: «Fastlove» de George Michael                                                             | ARIA Charts — Sencillo Nro 1 1 de junio de 1996 — 7 de junio de 1996                                                       | Siguiente: «Killing Me Softly» de Fugees                                |
| Anterior: «Humans Being» de Van Halen «Trippin' on a Hole in a Paper Heart» de Stone Temple Pilots | Mainstream Rock Tracks — Sencillo Nro 1 8 de junio de 1996 — 19 de julio de 1996 3 de agosto de 1996 — 9 de agosto de 1996 | Siguiente: «Trippin' on a Hole in a Paper Heart» de Stone Temple Pilots |